# Fogliano Redipuglia
Fogliano Redipuglia (Bisiac: Foian Redipuia Slovenian: Foljan Sredipolje) là một đô thị ở tỉnh Gorizia thuộc vùng Friuli-Venezia Giulia, nằm ở vị trí cách khoảng 35 km về phía tây bắc của Trieste và khoảng 13 km về phía tây nam của Gorizia. Tại thời điểm ngày 31 tháng 12 năm 2004, đô thị này có dân số 2.797 người và diện tích là 7,8 km².
Đô thị Fogliano Redipuglia có các frazioni (đơn vị cấp dưới, chủ yếu là thôn làng) Fogliano, Polazzo, và Redipuglia.
Fogliano Redipuglia giáp các đô thị sau: Doberdò del Lago, Gradisca d'Isonzo, Ronchi dei Legionari, Sagrado, San Pier d'Isonzo, Villesse.